# Räden i Marseille 1943

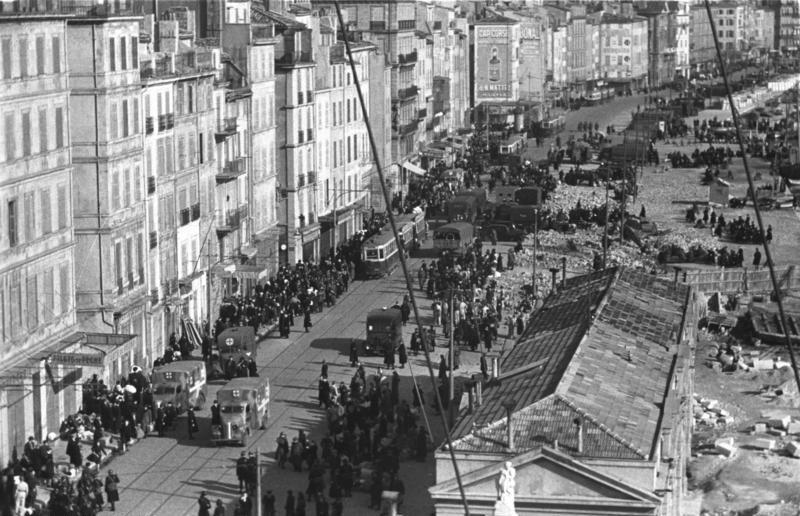
Evakueringen av Gamla hamnen (Vieux-Port) under aktionen i Marseille 22-24 januari 1943.

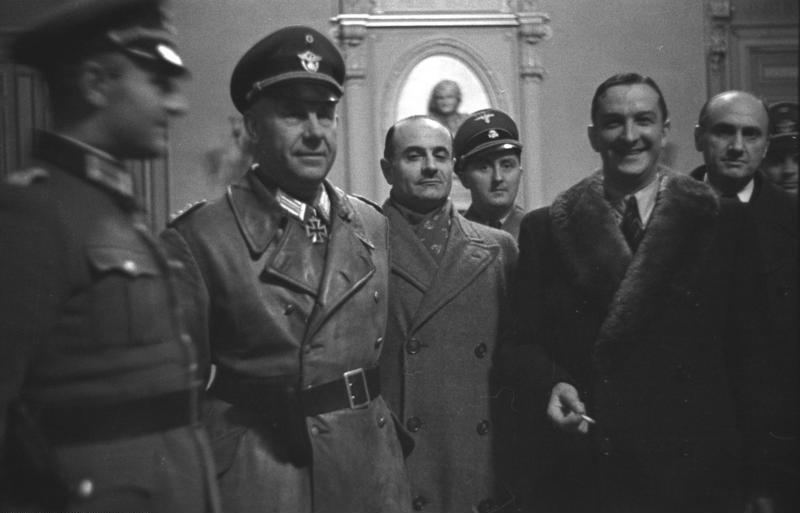
Franske rikspolischefen René Bousquet (med pälskrage) t.v. om honom SS-kommendanten Mühler, den franske regionsprefekten Lemoine och SS-Sturmbannführer Bernhard Griese. Hôtel de Ville, Marseille den 23 januari 1943.

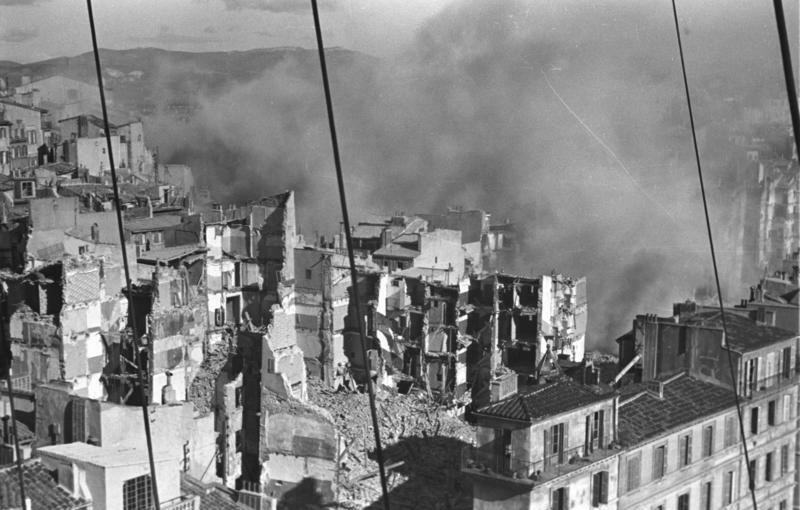
Sprängningen av de gamla hamnkvarteren i Marseille.

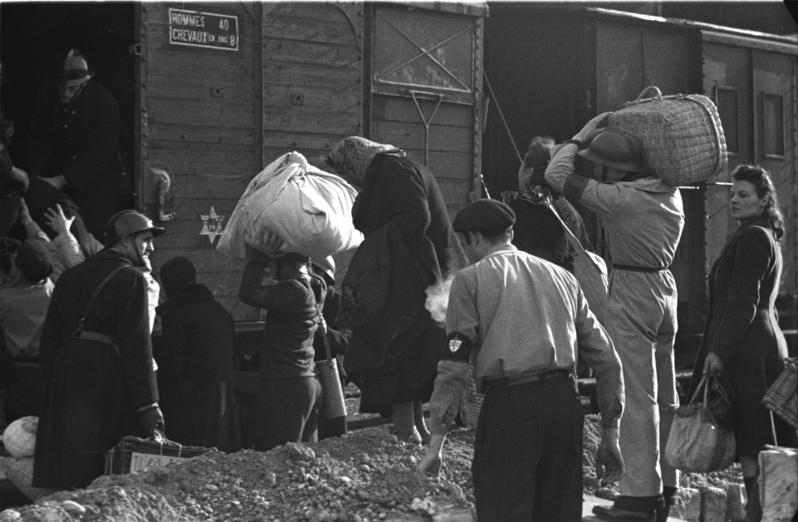
Judar deporteras, franska poliser hjälper till med bagaget. Marseille 1943.

Räden i Marseille 1943 var en aktion riktad mot Marseilles judiska befolkning utförd av den franska polisen i samarbete med SS. 6 000 personer arresterades, omkring 4 000 sändes till koncentrationsläger och 30 000 personer evakuerades före sprängningen av Marseilles gamla hamnkvarter.

## Samarbete mellan SS och den franska polisen
Räden som pågick den 22, 23 och 24 januari i Marseilles gamla hamn, Vieux-Port, organiserades av SS och den franska polisen under rikspolischefen René Bousquet. Genom aktionen deporterades tusentals personer till interneringsläger i norra Frankrike, och därefter till förintelseläger och koncentrationsläger i Tyskland. Dessutom evakuerades 30 000 marseillebor från de äldre hamnkvarteren innan husen där sprängdes. Den tyska polischefen i Frankrike, SS- und Polizeiführer Carl Oberg hade med anledning av aktionen åkt från Paris till Marseille för att personligen överlämna en order från Heinrich Himmler direkt till Bousquet. Detta är ett anmärkningsvärt exempel på den franska polisens samarbete med Nazityskland.
Några foton, tagna under denna aktion och kända sedan 1980-talet, visar den franske polischefen René Bousquet tillsammans med SS-Sturmbannführer Bernhard Griese, den regionale SS-chefen, samt andra SS-officerare och högre franska tjänstemän i Marseilles hôtel de ville (stadshus).

## Räden och förstörelsen av Gamla hamnen i Marseille
Syftet med aktionen var att oskadliggöra kvarteren i Gamla hamnen (Vieux-Port) vars ringlande och smala gränderna bedömdes som farliga av de tyska myndigheterna. SS ansåg att området var ett ”terroristnäste” och de beordrade en nästan total förstörelse av Gamla hamnen. Hamnkvarteren skulle genomsökas hus för hus och sedan sprängas. Och vidare, enligt Himmlers order, skulle de arresterade deporteras till koncentrationslägren i Frankrikes norra ockuperade zon, lägren Drancy och Compiègne. 
Med bemyndigande av Vichyregimens regeringschef Pierre Laval begärde Bousquet den 14 januari av tyskarna att aktionen skulle skjutas upp för att ge mer tid åt förberedelser och förstärkning av den franska polisstyrkan. Bousque föreslog också att aktionen skulle utvidgas till att gälla hela Marseille och inte bara Vieux-Port. Enligt historikern Maurice Rajsfus skulle han även ha ansökt om full handlingsfrihet för den franska polisen vilket SS- und Polizeiführer Karl Oberg beviljade honom.
Historikern Jaques Delarue, som var vittne till händelserna, uppger att 200 polismän, 15 GMR-kompanier (kravallpolis), flera grupper av Gendarmerie (militärpolis) och mobila enheter hade förflyttats till Marseille från olika delar av Frankrike för att delta i aktionen. Sammanlagt fanns omkring 12 000 polismän i Marseille under dessa dagar.

Den 22 januari stängdes de gamla hamnkvarteren av. Hela staden, förutom de förnäma bostadsområdena, genomsöktes hus för hus under 36 timmar. ”Sammanlagt, efter tiotusentals kontroller, befann sig 2 000 marseillebor i ett tåg på väg mot döden”, skriver Maurice Rajsfus. 1 500 byggnader förstördes.
Vichyregimen försökte framställa räden som två separata aktioner - en fransk och en tysk.
Den 24 januari publicerade de franska myndigheterna följande uttalande:
“Av militära skäl, och för att garantera befolkningens säkerhet, underrättade den tyska militären den franska administrationen om att de beordrat en omedelbar evakuering av de norra kvarteren i den gamla hamnen. Av inrikes säkerhetspolitiska skäl, beslutade den franska administrationen, å sin sida, att genomföra en stor polisaktion för att från Marseille avlägsna vissa element vars aktiviteter hotar folkets säkerhet. Den franska administrationen gjorde sitt bästa för att de två aktionerna inte skulle sammanblandas. Ett stort antal polisenheter har genomfört en mängd eftersökningar i staden. Hela kvarter inringades och identitetskontroller har utförts. Mer än 6 000 individer har arresterats, och 40 000 identiteter kontrollerats.”